# ディディエ・キュシュ
ディディエ・キュシュ（Didier Cuche 1974年8月16日 - ）は、スイスのヌーシャテル州出身のアルペンスキー選手。専門は滑降とスーパー大回転。
長野オリンピックのスーパー大回転でオーストリアのハンス・クナウスと同タイムとなり、銀メダルを分け合った。これまでアルペンスキー・ワールドカップで8勝をあげており、2006/07シーズンは滑降で総合優勝を果たした。2007/08シーズンもボディー・ミラーとのわずか5点差で2シーズン連続滑降の総合優勝を達成している。またこのシーズンのスーパー大回転でもシーズン総合2位のハンネス・ライヘルトにわずか1点差の3位でシーズンを終えた。
2006年12月28日に行われた大会ではミヒャエル・バルヒフォファーにわずか0.01秒差で敗れ2位になった。これはプロスキー大会における最も僅差の勝負となった。